# Ichneumon intermedius
Ichneumon intermedius là một loài tò vò trong họ Ichneumonidae.